# 塔拉鎮區 (明尼蘇達州特拉弗斯縣)
塔拉鎮區（英語：Tara Township）是位於美國明尼蘇達州特拉弗斯縣的一個行政鎮區。

## 歷史
塔拉鎮區於1881年成立，得名自位於愛爾蘭的塔拉山。

## 地方資料
塔拉鎮區的面積為94.24平方千米，當中陸地面積為93.08平方千米，而水域面積為1.16平方千米。根據2020年美國人口普查的數據，當地共有人口72人，而人口密度為每平方千米0.76人。